# Rinegg

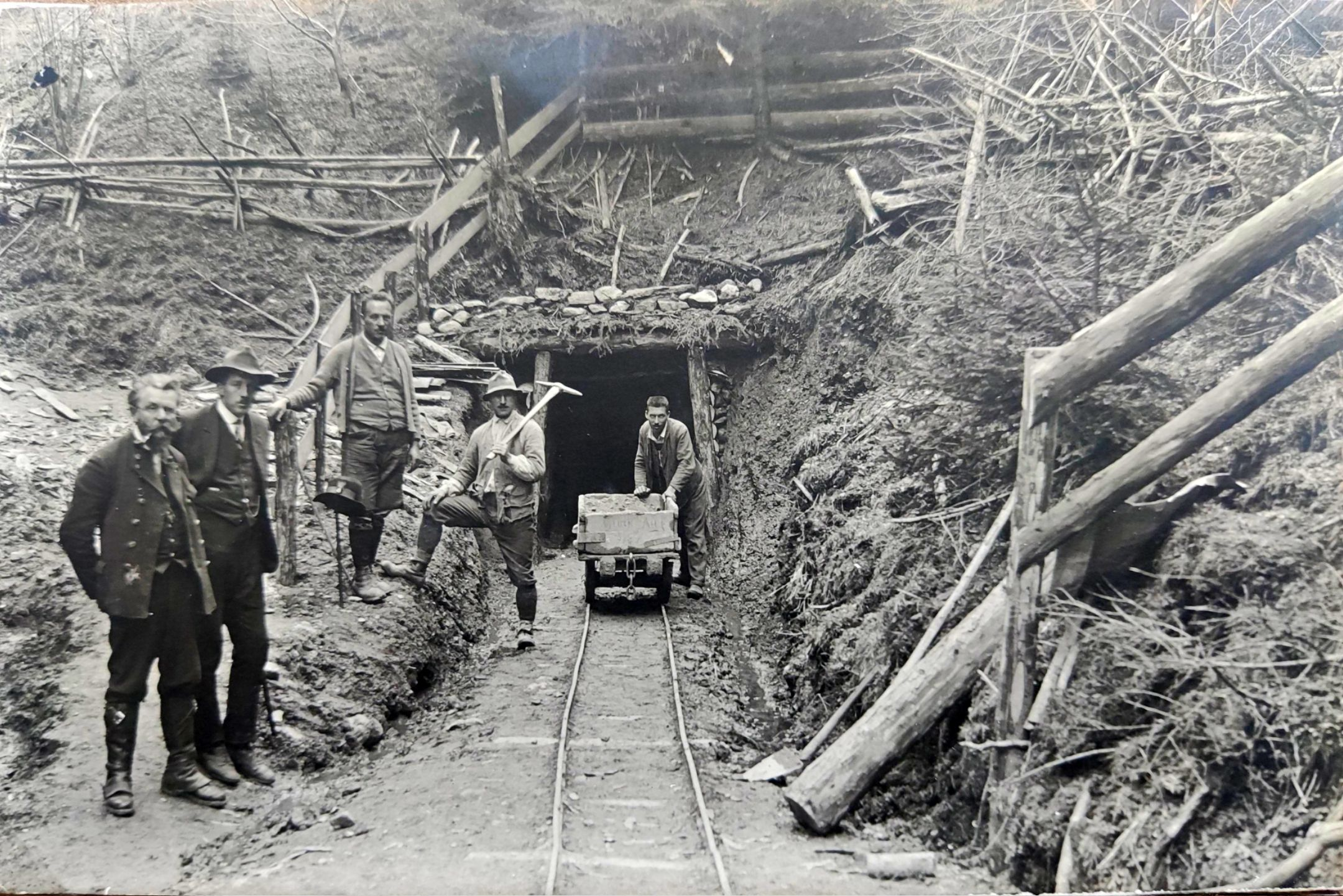
Exploration am Kohlenstollen bei Rinegg

Rinegg war bis Ende 2014 eine Gemeinde mit 149 Einwohnern (Stand: 31. Oktober 2013) im Gerichtsbezirk bzw. Bezirk Murau in der Steiermark. Seit 1. Jänner 2015 ist sie im Rahmen der Gemeindestrukturreform in der Steiermark mit der Gemeinde Ranten zusammengeschlossen, die neue Gemeinde führt den Namen „Ranten“ weiter.

## Geografie
Rinegg liegt im Bezirk Murau im österreichischen Bundesland Steiermark. Die ehemalige Gemeinde bestand aus einer einzigen gleichnamigen Katastralgemeinde bzw. Ortschaft.

## Geschichte
Die Aufhebung der Grundherrschaften erfolgte 1848. Die Ortsgemeinde als autonome Körperschaft entstand 1850. Nach der Annexion Österreichs 1938 kam die Gemeinde zum Reichsgau Steiermark, 1945 bis 1955 war sie Teil der britischen Besatzungszone in Österreich.

## Kultur und Sehenswürdigkeiten

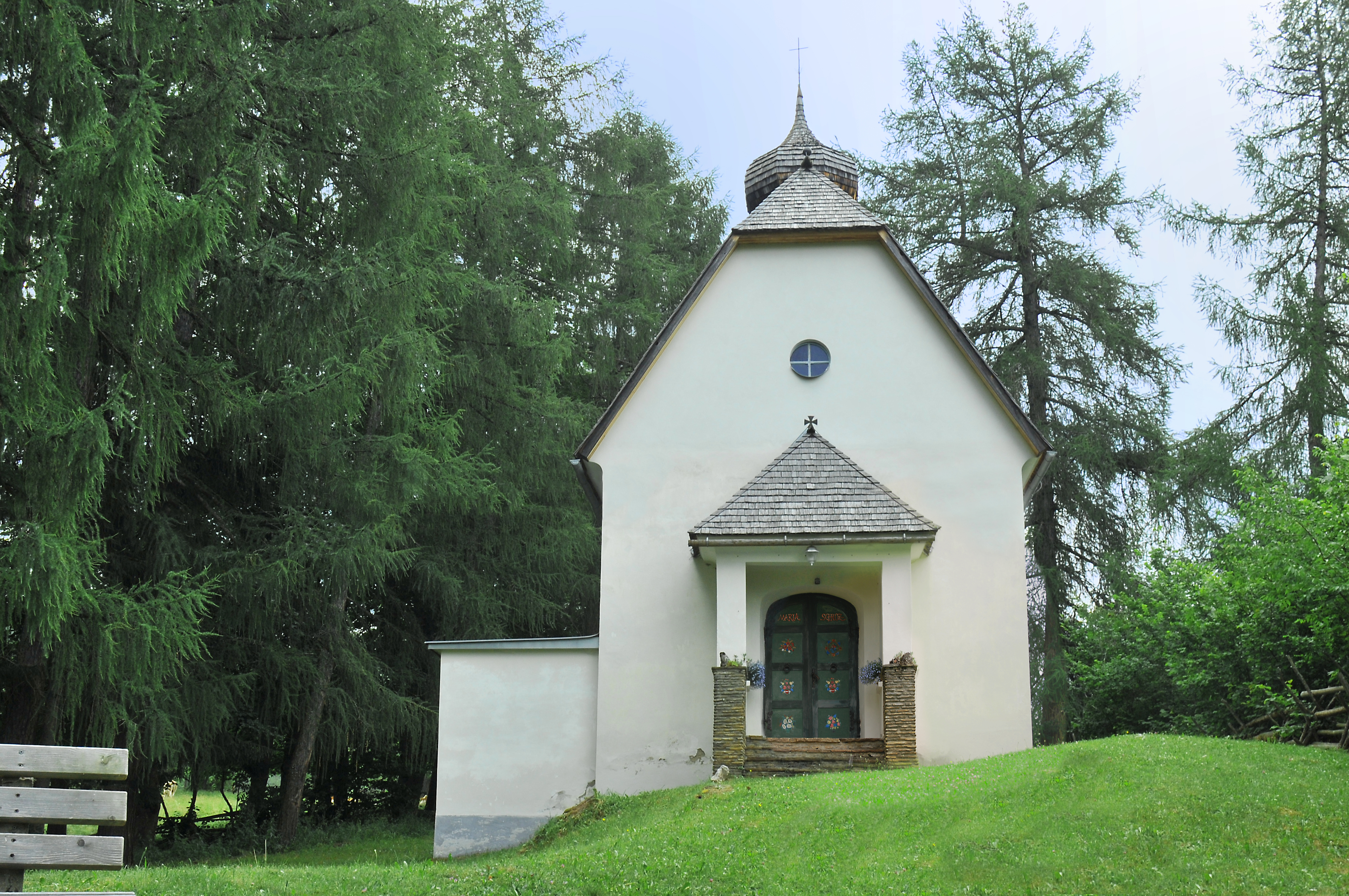
Maria Schutz
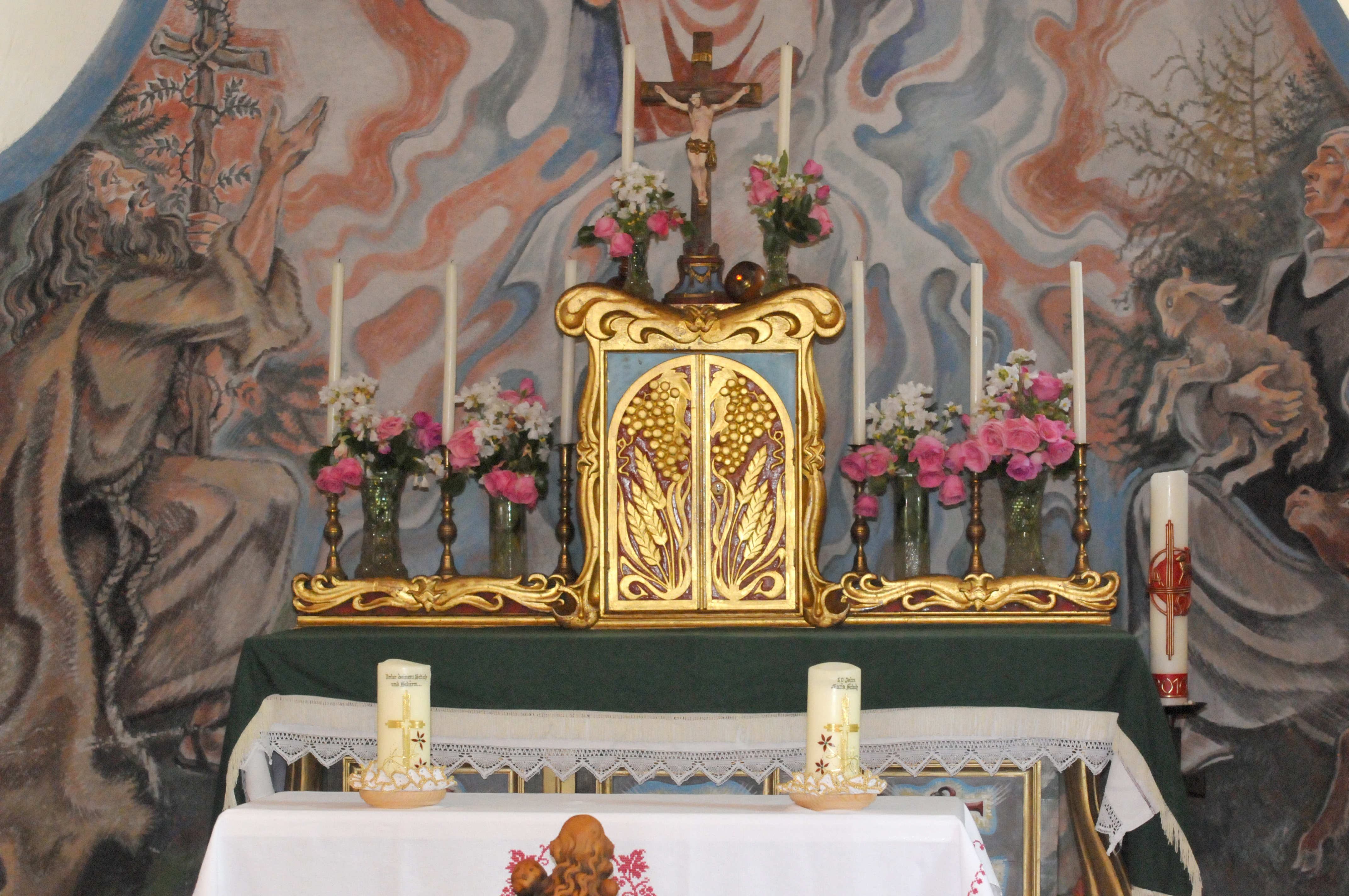
Hochaltar
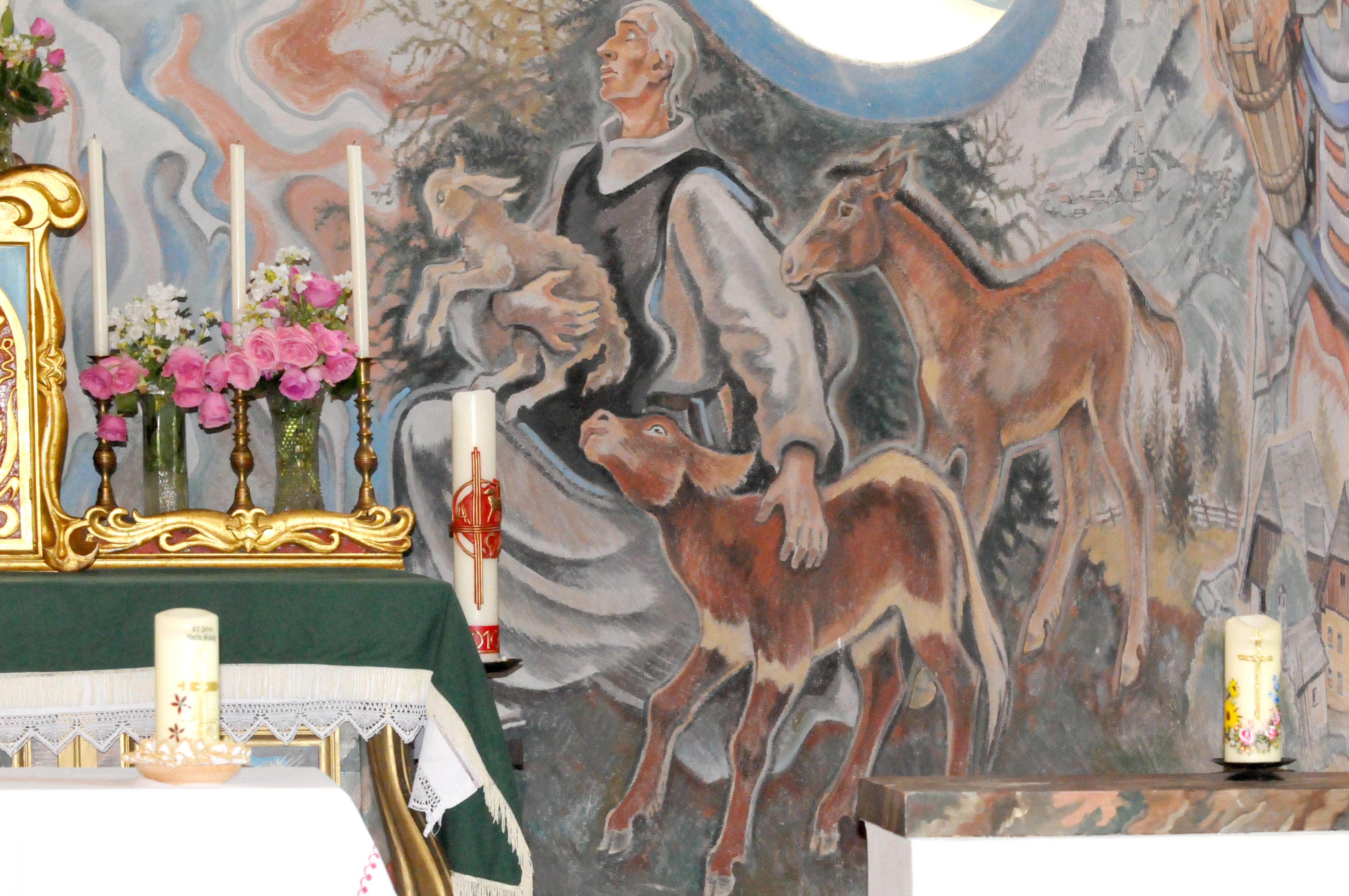
Wandmalerei Hl. Leonhard

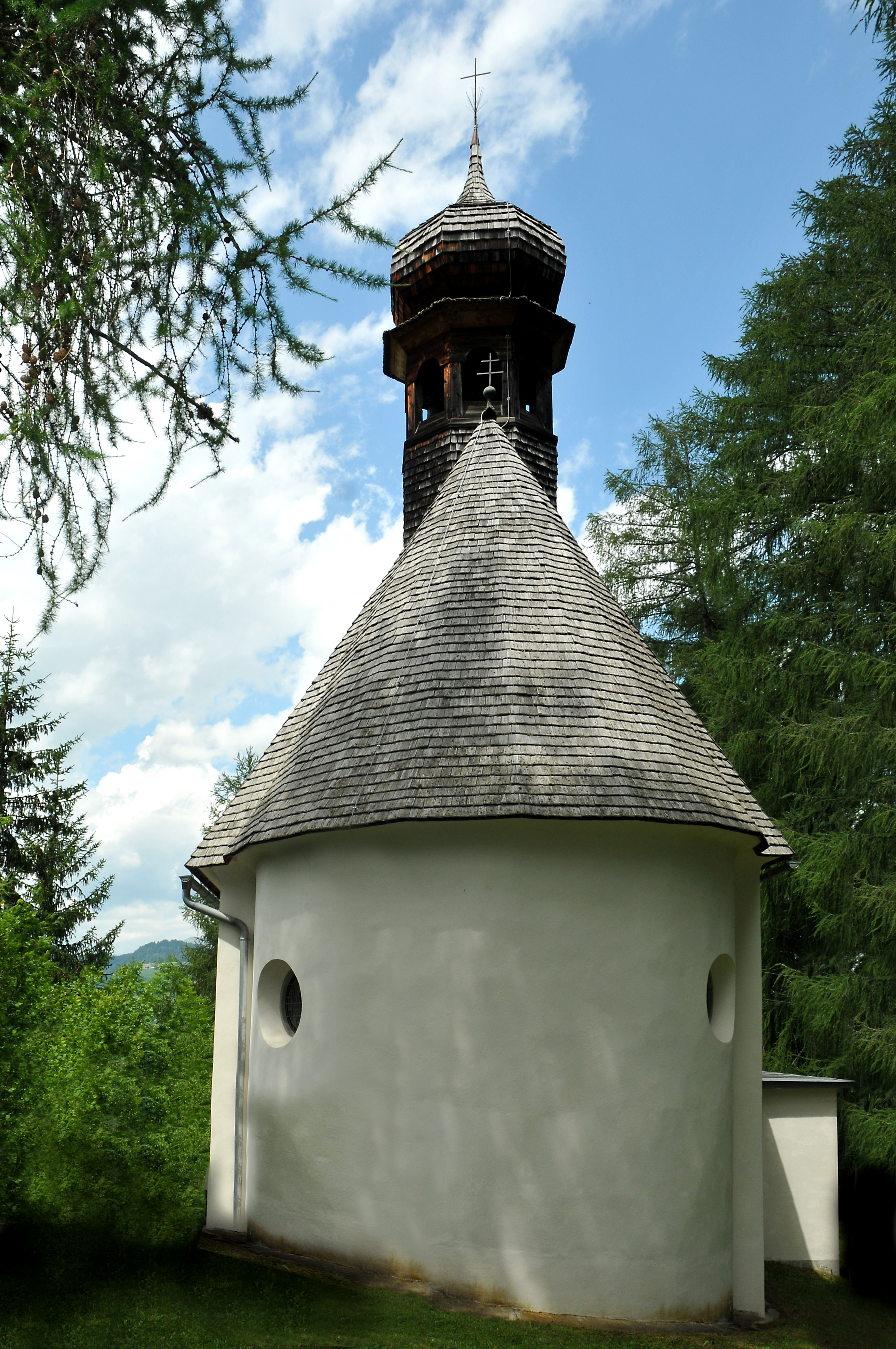
Ansicht von hinten
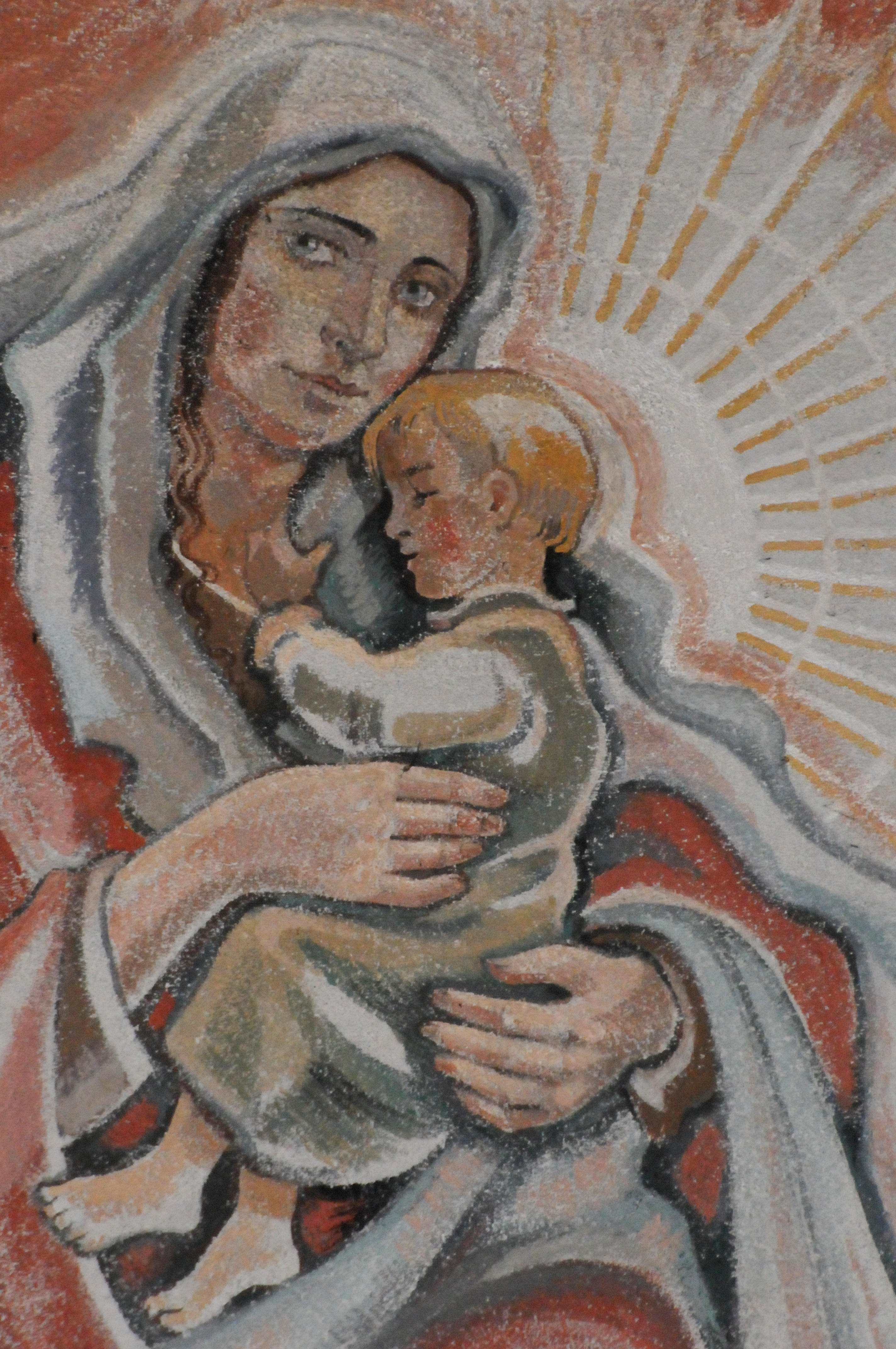
Wandmalerei Maria mit Kind

- Filial- und Wallfahrtskirche Maria Schutz

## Politik
Letzter Bürgermeister war bis Ende 2014 Ernst Schnedlitz (ÖVP). Der Gemeinderat setzte sich nach den Wahlen von 2010 wie folgt zusammen:
- 7 ÖVP
- 2 FPÖ

### Wappen
Die Verleihung des Gemeindewappens erfolgte mit Wirkung vom 1. Juli 1989.

Wappenbeschreibung:
„Zwischen schwarzen Tannenreisigflanken in Gold wachsend eine rote beblätterte Feuerlilie mit drei Blüten.“

## Persönlichkeiten
- Michael Schnedlitz (* 1984), österreichischer Politiker (FPÖ)[4][5]

### Ehrenbürger
- 1990 Josef Krainer (1930–2016), Landeshauptmann